# 二酸化塩素

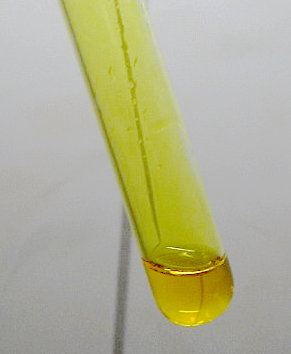
二酸化塩素 (Chlorine dioxide)

二酸化塩素（にさんかえんそ、Chlorine dioxide）とは塩素の酸化物で、化学式 ClO2で表される無機化合物である。塩素の酸化数は+4。

## 性質
常温、常圧では塩素やオゾンのような刺激臭のある橙色から黄色で空気より重い気体であるが、濃度等により臭気・色調は異なる。光や熱に対しては不安定。液体は赤褐色で比重 1.64（0°C）、固体は橙黄色、溶解度 0.8g/100mL（20°C）。塩素原子上に不対電子をもつ分子（ラジカル）であり、反応性が高い。
塩素酸に、その他の酸を溶かして得られる。
二酸化塩素の構造に関する論文によると液体二酸化塩素の構造は右図の通り。

## 用途
殺菌作用があり、殺菌目的として水を消毒するだけでなく消臭目的の消臭材などにも使われる。それだけではなくメタンの酸化目的にも使われる。
パルプを製造するとき、繊維の漂白に用いられる。かつて塩素ガスが用いられていたものが、セルロースの酸化によるパルプの機械的強度の低下を低減させるために置き換えられたものである。ゲル化剤等を混合させた組成物を隙間のある容器に入れた季節性の商品が流通している。

## 空間除菌用途での有効性と安全性
2008年（平成20年）、強毒性H5N1型鳥インフルエンザの人型変異とそれに起因する世界的大流行（パンデミック）への懸念から、空間消毒薬として二酸化塩素ガスが注目され、日本の経済報道番組でも紹介された。それ以後も日本のプロ野球団で使用されているとスポーツ紙で取り上げられるなどしている。また、2010年には、インフルエンザ様疾患の発生を減じる可能性が報告された。
しかし、二酸化塩素の安全性は経口摂取では確認されているものの、長期間低濃度雰囲気での暴露に係る安全性の検証（毒性試験）は不安定で反応性の高いガスである為か、世界的にみても十分とはいえない状況である。
このような状況ではあるが、アメリカ産業衛生専門家会議（ACGIH）が定める作業環境基準においては、二酸化塩素の酸化力は塩素よりも小さな値とされており、また、ラットの吸入による急性毒性を表す半数致死濃度(LC50)も塩素より低濃度であり、二酸化塩素の方が塩素よりも毒性が弱いと考えられている。
アメリカでは、労働安全衛生局(OSHA)は1日8時間暴露（TWA：時間加重平均値）で0.1ppmを暴露限界として設定しており、日本では製造事業者側がこれを二酸化塩素に依る空間消毒薬の暫定的な安全基準として提示することがある。他に、米国産業衛生専門家会議(ACGIH)が1日8時間又は週40時間暴露(TLV-TWA)で0.1ppm、かつ常に15分間のTWAが0.3ppm以下でなければならない（TLV-STEL：短時間暴露限界）と暴露限界を設定しており、国立労働安全衛生研究所（NIOSH）も別の条件下における暴露限界を設定している。これらの基準値は一般家庭ではなく、工場などでの成人の職業性曝露を念頭に設定された値であることに注意をしなくてはならない。
日本においては、労働安全衛生法で「名称等を通知すべき危険物及び有害物」の一つとして指定されているほか、一部地方自治体の生活環境保全条例や化学物質環境安全管理指針等で排出が規制されている。暴露限界に関する基準は存在しない。
業界団体である「一般社団法人　日本二酸化塩素工業会」は空間除菌製品に係る室内濃度指針値（自主基準）を0.01ppmに設定しているが、目安値であり、「定常状態における濃度水準を示したものであり、最大許容濃度や二酸化塩素ガスの有効濃度を示したものではない」。

### 身体装着型の有効性
2017年、国立病院機構仙台医療センターの研究者らは、身体装着型二酸化塩素放散製剤にメーカーが標榜する様な病原体の抑制効果は無かったと報告した。

### 公的機関による調査・措置命令
日本の独立行政法人国民生活センターが、据置芳香剤型の空間除菌を謳った商品（空間除菌グッズ）に対して行った調査では、二酸化塩素を有効成分と謳っているにもかかわらず、放出が皆無である製品の存在や、臭気が原因とみられる体調不良者の発生、自社での有効性・安全性確認がなされていない製品が殆どである実態がみられた。また、同機関が行った「首から下げるタイプの除菌用品」に対して行った調査では、一部の商品に化学熱傷を引き起こす皮膚腐食性や、安全性を過信させる表示が認められるなど、今後の改善が求められる。
なお、二酸化塩素がウイルスや細菌を死滅させる事実があっても、日本においてウイルス感染を予防できる旨を商品の効果・効能として表示するには、厚生労働大臣による医薬品としての製造販売承認が必要である。現状としては医薬品として販売されている製品はなく、雑貨として販売されているにもかかわらず、不適表示・広告している製品がみられると指摘されている。
これらの状況を踏まえ、業界団体「一般社団法人 日本二酸化塩素工業会」が設立されているが、加盟企業（非加盟企業も含む）に対し、優良誤認及び有利誤認表示があったとして景品表示法違反による措置命令が出されている。

### 長期保存
二酸化塩素自体は常温において気体であり、多少の熱や光によって分解されることから長期保存に適さない。その為空間除菌をうたう製品では、長期保存を可能とする成分を加えた水溶液としたり、亜塩素酸ナトリウム等を使用時に反応させて二酸化塩素を発生させるなど、各社各様の手法をとっている。なお、「安定化二酸化塩素」と称する物質は特定の化学式と対応している物質ではなく製品毎に異なり、当然に物性や安全性も二酸化塩素とは異なる。